# Chico Spina
Manoel Francisco de Andrade Espina mais conhecido como Chico Spina (Porto Alegre, 16 de junho de 1955), é um ex-futebolista brasileiro que atuava como atacante.
Na infância, o colorado Chico Spina frequentava o Estádio dos Eucaliptos com o avô e depois com o pai. Mesmo assim, foi pelo Grêmio que foi revelado em 1975. Passou ainda por Avaí, Cruzeiro-RS, Paysandu e Atlético Mineiro, mas foi no Internacional que obteve maior destaque. Spina chegou ao clube em 1978, por empréstimo de seis meses junto ao Cruzeiro-RS, mas precisou somente de dois meses para ser comprado em definitivo. Seu grande momento seria no ano seguinte: substituindo um machucado Valdomiro, marcou dois gols no primeiro jogo da final do Campeonato Brasileiro de 1979. Seu time venceu o Vasco da Gama por 2 a 0 no Maracanã e praticamente garantiu o título conquistado dias depois.
Atualmente Chico é agente de atletas FIFA.

## Títulos
Internacional
- Campeonato Brasileiro - 1979

Atlético-MG
- Campeonato Mineiro - 1981

Paysandu
- Campeonato Paraense - 1981